# Lại Kim Bảng
Lại Kim Bảng (sinh 1502) là giám sát ngự sử thời Lê sơ, đỗ hoàng giáp năm 1518.

## Thân thế
Lai Kim Bảng sinh năm 1502, là người làng Kim Lan (có nguồn cho là Kim Quan), huyện Cẩm Giàng, nay thuộc thôn Kim Quan, huyện Cẩm Giàng, Hải Dương, Việt Nam.

## Sự nghiệp
Ông đậu hoàng giáp khoa Mậu Dần năm Quang Thiệu thứ 3 (1518). Ông làm quan đến chức giám sát ngự sử. Khi nhà Mạc giành ngôi nhà Lê sơ, ông phẫn uất và xuống sông Tức Mặc (Nam Định) tự tử.

## Vinh danh
Đến thời Lê trung hưng, ông được khen là có tiết nghĩa và được phong phúc thần.

## Nhận định
Trong Lịch triều hiến chương loại chí, ở "Nhân vật chí", Phan Huy Chú có viết một mục về ông tại phần "Bề tôi tiết nghĩa".